# انگورک گلوگیر
انگورک گلوگیر (نام علمی: Aronia) نام یک سرده از زیرخانواده مالوئیده است.